# Douglas Cedeño
Douglas Cedeño (La Guaira, Venezuela, 11 de febrero de 1960) es un exfutbolista venezolano. Durante su carrera solía jugar como centrocampista.

## Carrera

### Clubes
De la carrera futbolística de Douglas "Fósforo" Cedeño no se tiene mucha información, salvo que para el momento de su participación con la selección de fútbol de Venezuela en la Copa América 1983 militaba en las filas de los Mineros de Guayana. De hecho, formó parte de la primera plantilla del equipo con la que debutó en el mundo futbolístico venezolano. Su carrera continuó en clubes como Peninsulares de Araya (en las temporadas 1986-87, 1987-88 y 1988-89) y Salineros de Araya (en las zafras 1990-91 y 1991-92), ambas oncenas basadas en la ciudad de Cumaná. Con Salineros disputó el torneo de la primera división por última vez.

### Selección nacional
Cedeño fue convocado para integrar la nómina oficial de la selección nacional que participaría en la Copa América 1983. Jugó el segundo tiempo del partido de vuelta ante Uruguay, y fue titular en el partido siguiente frente a Chile.
Cedeño volvió a vestir la camiseta venezolana en 1985 en dos amistosos contra Bolivia, marcando en el primero de ellos su primer gol con la selección. Ese mismo año fue convocado para jugar los compromisos de Venezuela en la clasificación de Conmebol para la Copa Mundial de Fútbol de 1986, excepto el partido de vuelta frente a Perú. En el partido de ida ante Colombia abrió la pizarra al marcar su segundo tanto con la selección. Con el último partido de la clasificatoria concluyó sus apariciones en el combinado nacional, habiendo totalizado nueve partidos con la «Vinotinto».
Antes de ser convocado al seleccionado mayor, Cedeño formó parte de la Vinotinto que se colgó la medalla de oro en el fútbol de los XIV Juegos Centroamericanos y del Caribe celebrados en La Habana, Cuba, en 1982. 